# Brandberger Kolm
De Brandberger Kolm is een 2700 meter hoge berg in de Zillertaler Alpen. De berg ligt oostelijk van de plaats Mayrhofen in de Oostenrijkse deelstaat Tirol.
De top is via het Brandberger Kolmhaus (1845 meter boven de zeespiegel) bereikbaar.